# Warner Bros. Movie World
Warner Bros. Movie World (mais comumente referido como Movie World) é um parque temático relacionado a filme popular na Gold Coast, Queensland, Austrália. Ele é de propriedade e operado pela Village Roadshow Theme Parks  desde que assumiu o lugar da Time Warner e é o único parque relacionado a filmes na Austrália. Foi inaugurado em 3 de junho de 1991.
O parque contém vários passeios e atrações temáticas de filmes que vão desde simuladores de movimento até´montanhas-russas e passeios fluviais. Além disso, os artistas de personagens fantasiados também patrulham o parque, permitindo aos visitantes a oportunidade de tirar fotos com eles. Estes incluem Batman, Austin Powers, Marilyn Monroe, Scooby-Doo e Salsicha e vários personagens da Looney Tunes.
Há uma série de estúdios de cinema ativos dentro do complexo Movie World. A Casa de Cera (2005), Scooby-Doo (2002), Peter Pan (2003), Ghost Ship, The Condemned e Fortress estão entre a série de muitos filmes e programas de televisão produzidos na Warner Roadshow Studios, adjacente da Warner Bros. Movie World.

## História

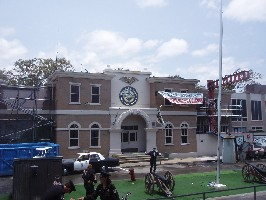
A antiga academia de polícia Stunt Show, uma das atrações do Movie World no dia da inauguração.

A construção do parque começou em 1989, após planos da C.V. Wood, que também foi responsável pelo Six Flags Over Texas e Disneyland. O parque foi concluído no prazo de 16 meses, a conversão de um pântano em um parque temático foi baseada em filmes de parques temáticos no exterior, como os da Universal Studios Hollywood ou da Disney Hollywood Studios. O parque abriu oficialmente 3 de junho de 1991. Wayne Goss primeiro ministro de Queensland, marcou na ocasião uma cerimônia de abertura, que contou com a presença de celebridades como Clint Eastwood, Mel Gibson, Goldie Hawn e Kurt Russell.

## Ligação externa
- «Sítio oficial»